# Tropical Cop Tales
Tropical Cop Tales è una serie televisiva statunitense del 2019, creata e sceneggiata da Toby Harvard e Jim Hosking e diretta da Hosking.
Lo serie ruota attorno ai due poliziotti Keymarion "Primetime" Weeyums e Demetrius "Meechie" Franks, che si sono entrambi trasferiti in una piccola città tropicale senza nome per rilassarsi durante la fine della loro carriera. Tuttavia i due scoprono che la città non è proprio rilassante.
Preceduta dall'omonimo episodio pilota trasmesso il 29 luglio 2018, la serie è stata trasmessa per la prima volta negli Stati Uniti su Adult Swim dal 1º febbraio al 1º marzo 2019, per un totale di 10 episodi ripartiti su una stagione.
In seguito, la serie non è stata rinnovata ed è stata cancellata dopo la prima stagione.

## Episodi
| nº | Titolo originale                         | Prima TV USA     |
| -- | ---------------------------------------- | ---------------- |
| 1  | The How to Be a Tropical Cop Episode     | 1º febbraio 2019 |
| 2  | The Scalp Collector                      | 1º febbraio 2019 |
| 3  | The Shrimp Gang Are Back                 | 8 febbraio 2019  |
| 4  | The Big Night In                         | 8 febbraio 2019  |
| 5  | The Terror That Is Cabbage Fizzog        | 15 febbraio 2019 |
| 6  | The Dawning of King Skull                | 15 febbraio 2019 |
| 7  | The Hand Gobbler                         | 22 febbraio 2019 |
| 8  | The Night of the Fang                    | 22 febbraio 2019 |
| 9  | The Many Frostings of Ronald the Ringman | 1º marzo 2019    |
| 10 | The Sports Day                           | 1º marzo 2019    |

## Personaggi e interpreti
- Keymarion "Primetime" Weeyums, interpretato da Dominique Witten.
- Demetrius "Meechie" Franks, interpretato da Ted Ferguson.
- Capitano Solomon, interpretato da Carl Solomon.
- Dame Edith Ezold, interpretato da Gil Gex.
- Little Lord Piss The Pot, interpretato da Sky Elobar.
- Angus Franks, interpretato da Grant Goodman.
- Vecchio Mungo Weeyums, interpretato da Wayne Dehart.
- Giovane Mungo Weeyums, interpretato da Stephen Hart.